# 2013 Tucapel
2013 Tucapel è un asteroide della fascia principale. Scoperto nel 1971, presenta un'orbita caratterizzata da un semiasse maggiore pari a 2,2894099 UA e da un'eccentricità di 0,2262670, inclinata di 7,50362° rispetto all'eclittica.
L'asteroide è dedicato all'omonimo capo Mapuche.